# 화양초등학교 (경기)
화양초등학교는 대한민국 경기도 수원시 팔달구에 있는 공립 초등학교이다.

## 연혁
- 1983.11.20 화양국민학교 설립인가
- 1985.02.20 13학급 인가
- 1985.03.01 초대 송수현 교장 취임
- 1998.12.17 화양초등학교 병설유치원 인가
- 2009.03.01 에코그린스쿨 선도학교 운영
- 2010.10.27 해오름관 개관
- 2011.05.20 파랑새 꿈터 개관
- 2011.08.31 English World(영어교실) 개관
- 2011.10.31 영재교육기관 평가 결과 우수기관 선정(경기도 교육감 표창)
- 2012.12.21 Wee Class(상담실) 개관
- 2013.03.01 제12대 이대영 교장 취임
- 2013.11.13 플로어볼 전국대회 준우승
- 2015.02.14 제27회 졸업(누계 4,824명)
- 2015.03.01 26학급 편성, 유치원 1학급 편성

## 학교 동문
있지(ITZY)-유나